# Млади инспектор Морс
Млади инспектор Морс (енгл.- Endeavour) је британска детективска телевизијска серија, заснована на серији  „Инспектор Морс“ и истоименом роману аутора Колина Декстера. Радња се одвија у 60-им годинама прошлог века у Оксфорду и представља увод у серију „Инспектор Морс“. Главну улогу, младог инспектора Ендевора Морса на почетку своје каријере, тумачи британски глумац Шoн Еванс. Премијерне епизоде серије емитују се на каналу Ајтиви у продукцији Мамут скрин   и Мастерпис копродукције за Ајтиви Студиос. Пилот епизода изашла је 2012. године, док је прва сезона емитована 2013. године. Засад је снимљено 7 сезона. Првих 6 сезона односи се на касне шездесете године, док седма сезона представља почетак седамдесетих година 20-ог века. У августу 2019. године Ајтиви је објавио почетак снимања 8 сезоне. У Србији нове епизоде серије „Млади инспектор Морс“ се премијерно емитују на каналу Епик драма.  

## Фабула

### Пилот епизода(2012)
Ендевор Морс (Шон Еванс) почиње да ради у Оксфордској градској полицији на одељењу за криминалистику као полицајац, бавећи се канцеларијским послом.  Он није задовољан односима у станици и одлучује да да оставку, али сплетом различитих околности и интелекту бива умешан у истрагу случаја нестале петнаестогодишње девојчице заједно са инспектором Фредом Трсдејем, чију улогу тумачи Роџер Алам. Ендевор Морс игра велику улогу у овом случају захваљујући логичким загонеткама у недељном примерку укрштених речи које успева да дешифрује. Заједно, Трсдеј и Морс успевају да реше случај, сад већ мртве девојке, након чега Трсдеј предлаже Морсу да повуче оставку, положи испит за инспектора и придружи се Оксфордској градској полицији, конкретно округа Каули. 

### Прва сезона(2013)
На почетку прве сезоне Морс, који је претходно одлучио да остане у Оксфорду, ради углавном канцеларијске послове, како његов посао и налаже. Инспектор Трсдеј га упућује на логичке загонетке које се јављају у случајевима којима се он бави. У првој сезони заједно са Ендевором и Трсдејем раде полицајац Џим Стрејнџ, детектив  Питер Џејкс и шеф одељења за криминалистику Реџиналд Брајт.  Током истраге у библиотеци Морс је бива повређен ножем, након чега не узима слободно време већ одмах наставља са радом. Захваљујући познавању класичне музике, као и друштвених и природих наука, Ендевор успева да резреши најкомпликованија убиства и задобије поверење својих колега. На крају прве сезоне Морс добија вест о смрти свог оца, након чега се на неко време враћа у родни град .

### Друга сезона(2014)
Након неколико месеци одсуства, Морс се враћа на редовне дужности у полицијску станицу. Због повреде метком коју је задобио током једне од потера, Ендевор постаје параноичан и почиње свакодневно да пије. Он прави бројне грешке у спровођењу истраживања, али и поред ових сметњи успева да реши случајеве.  Инспектор Трсдеј моли медицинску сестру Монику Хикс, комшиницу Морса да се побрине да редовно једе и да му лечи рану. Морс почиње да гаји осећања према њој. Џим Стрејнџ добија позив да приступи масонској ложи у Оксфорду, што би утицало и на његов напредак у каријери. Истовремено Морс се зближава са Џоун (Сара Викерс), ћерком инспектора Трсдеја, која почиње да се заљубљује у њега. Током случајеве, који се прожимају кроз другу сезону, Морс наслућује да иза криминалних радњи стоје моћни људи, умешани у државне послове. 
У финалној епизоди друге сезоне, Трсдеј увиђа коруптираност полиције и размишља да се раније пензионише. Истовремено, Моника, која је сад већ у  љубавним односима са Ендевором, предлаже да обоје дају оставку и преселе се у неку другу државу.  Помоћник главног шефа Дер полиције шаље Морса и Трсдеја да истраже дом за незбринуту децу „Бленхајм Вели”, где је један од дечак нестао. Они откривају да се у том дому долази до сексуалног и психичког злостављања деце, као и проституције. У том дому одрастао је и инпектор Питер Џејкс и био једна од жртава. Морс открива да су муштерије, као и организатори проституције моћни људи, као и сам Дер. Дер пуца на Трсдеја, Морс зове помоћ полиције, али због  наређења које су добили од својих корумпираних шефова, полицајци не долазе у помоћ. Дер планира да упуца и Ендевора, али га у том тренутку убија једна од девојака, које су одрасле у дому «Бленхајм Вели». Након тога девојка извршава самоубиство. Ендевора оптужују за убиство главног шефа полиције Стандиша  и хапсе. док Трсдеја возе у амбуланту. 

### Трећа сезона (2016)
Морс је ослобођен оптужбе за убиство Стандиша, а случај  „Бленхајм Вели” је запечаћен за наредних 50 година. Инспектор Трсдеј се опоравља од повреде, али метак је локализован тако да не може да се уклони. Тај метак доспева у респираторни систем Трсдеја, што изазива константно кашљање. Џим Стрејнџ је унапређен у звање наредника захваљујући чланству у масонској ложи. Након хапшења, Морс се сели у колибу у шуми и одбија да се врати на посао. Он се игром случаја налази у друштву људи, који имају везе са нестанком једне особе, као и убиством, и, независно од полиције, успева да уђе  у траг злочинцима. Након овог решеног случаја, Морс се враћа у полицијску станицу и уз подршку Трсдеја почиње активно да се бави решавањем убистава. 
У последњој епизоди Морс напокон ради испит за чин наредника. Он обнавља контакт са бившим професором филозофије са факултета, који га моли да сазна да ли га супруга вара. Морс долази у банку, у којој ради Џоун Трсдеј. У том тренутку наоружани пљачкаши  упадају у банку и узимају за таоце људе који су се у том тренутку ту нашли. Они покушавају да наговоре једног од запослених да им откључа сефове. Запослени им говори да је Морс полицајац и да Џоун може то да потврди. Џоун лаже и говори да не познаје Ендевора. Пљачкаши убијају запосленог. Полиција окружује банку и наређује пљачкашима да пусте таоце. Пљачкаши налазе код Џоун Морсову полицијску легитимацију. Они за пуштају све таоце, осим Морса и Џоун, говорећи му да ће их, ако не повуче полицију, убити.  Трсдеј напокон успева да искашље метак. Он узима пиштољ и креће у банку. Један од пљачкаша прети да ће убити Џоун, Морс му одвлачи пажњу, а Трсдеј му пуца у руку и тиме ослобађа ћерку. 
Те вечери Морс схвата да воли Џоун. Он долази до њене куће рано ујутру и затиче је са кофером како одлази. Ендевор је моли да остане, али упркос томе она одлази из  Оксфорда. 

### Четврта сезона(2017)
Морс сазнаје да је аутоматски прошао испит за наредника зато што се његов папир «изгубио». Шеф  његовог одељења, Реџиналд Брајд, му сугерише да се не меша у случајеве везане за политику, јер је очигледно већ стекао моћне непријатеље. Након решавања једног у низу случајева, Ендевор одлучује да остане у Оксфорду упркос проблема са напредовањем у каријери. 
Џоун зове Морса из Лемингтона, али ништа не говори преко телефона. Морс одлази у Лемингтон да је тражи. Након што је нашао, Морс схвата да је она  вези са ожењеним мушкарцем. Џоун одбија да се врати у Оксфорд и говори Морсу да не одаје њену локацију Трсдеју. 
У последњој епизоди, Морс добија понуду за посао у Лондону и размишља да да оставку у Оксфорду. Вече пре него што се спремао да се одсели, Џоун му долази на врата са масницама које је задобила од дечка. Она му говори да нема куда да иде и да га је оставила. Морс је проси, али Џоун одбија под изговором да не жели да га присиљава на брак. Морс јој даје нешто новца и Џоун одлази. Након неколико дана Ендевор добија позив из болнице када му је саопштено да је Џоун хоспитализована. Лекари мисле да је Морс њен супруг и  говоре му да је имала спонтани побачај. 
Морс и Трсдеј решавају случај убиства везан за нуклеарну електрану у близини Оксфорда и успевају да спрече нуклеарну катастрофу. Због овог чина, Морс постаје наредник, а Трсдеј шеф инспектор. Обојица добијају Медаљу краља Џорџа IV. 

### Пета сезона (2018)
Формира се нова полицијска станица – „Темс Вели“, због чега се постојање полицијске станице округа Каули доводи у питање. У станицу долази нови полицајац, Џорџ Фенси, кога треба да нагледа Морс. Шеф инспектор Трсдеј планира да се пензионише. Џоун се вратила у Оксфор и често наилази на Ендевора. 
Кроз пету сезону се прожима случај у који је укључен мафијаш Еди Неро, шверцер хероина. Његов кафић бива уништен неколико пута. У једној од пуцњава у кафићу Нера нашао се и Џорџ Фенси, који је том приликом, као и сам Неро, убијен. Морс и Трсдеј и поред великих напора не успевају да реше случај Едија Нера. 
Трсдеј даје брату новчану позајмицу без знања своје супруге. Брат губи тај новац, што резултује проблемима у кући инспектора Трсдеја. Он мора да настави да ради како би зарадио за пензију.
Полиција округа Каули се укида, а сви чланови су премештени у нову станицу округа Темс Вели. Сви чланови полицијске станице округа Каули се заклињу да ће наћи убицу Џорџа Фенсија. 
На самом крају последње епизоде, Морс пита Џоун да ли би изашла са њим на састанак, али се одговор не сазнаје.

### Шеста сезона(2019)
У станици Касл Гејт округа Темс Вели Морс је само униформа, бави се полицијским послом. Трсдеј ради као инспектор, али има нове шефове Ронија Бокса и Алана Џејга, који сав посао препушта њему, док сам преузима заслуге. Брајт ради на саобраћајном одељењу и снима рекламу са пеликаном која промовише сигуран прелазак улице. Срејнџ се  налази на одељењу које се бави случајевима везаним за наркотике. Он говори великом мајстору британске ложе да је Морс такође верни члан његове масонске ложе и да је потребно унапредити га и пребацити у Касл Гејт. Бокс и Џејго су корумпирани инспектори и не одговара им Морсово присуство у станици. Брак инспектора Трсдеја и његове супруге се распада због новца које је Фред позајмио брату и лажи. Због ових околности Трсдеј прихвата мито од Бокса. Морс губи поверење у Трсдеја. Сазнаје се да је Џоун одбила Морсов позив за састанак и да је рекла да веза са њим не би успела. Они су се дистанцирали. Џоун почиње да ради у социјалној служби. Кроз ову сезону, Морс и Џиун морају више пута да раде заједно на случају, што доводи до веће интеракције и поновног зближавања и осећања. Патолог Де Брин, који је ради на случају убиства Џорџа Фенсија сазнаје од ког пиштоља потиче метак којим је Фенси упуцан. Бог ове информације, он бива киднапован. Брајт, Морс и Стрејнџ се удружују да реше случај Едија Нера и Џорџа Фенсија, али власт покушава да их заустави различитим уценама и корупцијом. Они томе не подлежу. Де Брин је киднапован и Морс, Брајт и Стрејнџ, као и Трсдеј, који је у међувремену вратио сав новац Боксу и одбио корупцију, крећу да га спасу. Испоставља се да је Џејго убио Нера због кокаина, као и Фенсија, и то Боксовим пиштољем. У шверцовање Неровог хероина били су укључени и велики мајстор ложе као и неки људи на власти. Бокс бира Трсдејеву страну и убија Џејга, али и сам бива повређен . Де Брин је ослобођен, а одељење за криминалистику у станици Касл Гејт преузима Брајт као шеф и као запослени Морс, Трсдеј и Стрејнџ. 

## Главне улоге
| Глумац       | Улога          |
| ------------ | -------------- |
| Шон Еванс    | Ендевор Морс   |
| Роџер Алам   | Фред Трсдеј    |
| Антон Лесер  | Реџиналд Брајт |
| Сара Викерс  | Џоун Трсдеј    |
| Син Ригби    | Џим Стрејнџ    |
| Џек Лески    | Питер Џејкс    |
| Ејбијејл Тро | Доротеа Фејзл  |
| Џејмс Бредшо | Макс ДеБрин    |